# Dasychira exitela
Dasychira exitela är en fjärilsart som beskrevs av Collenette 1939. Dasychira exitela ingår i släktet Dasychira och familjen tofsspinnare. Inga underarter finns listade i Catalogue of Life.